# Eustrotia decissima
Eustrotia decissima là một loài bướm đêm trong họ Noctuidae.